# طب العيون في عصر الحضارة الإسلامية

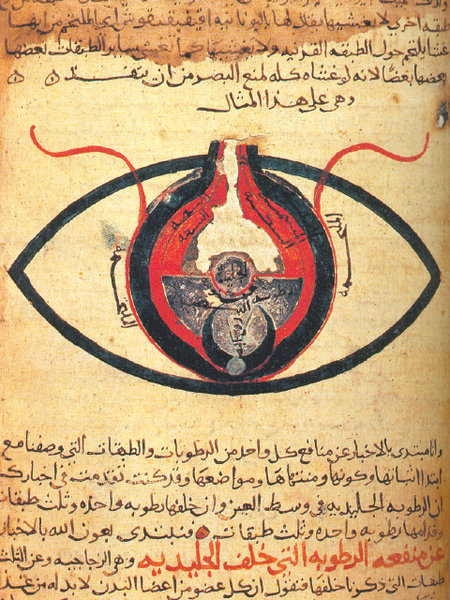
مخطوطة عربية ، قديمة ، معنونة تحت اسم "علم تشريح العين".

كان طب العيون أحد الفروع القديمة في الطب الإسلامي في القرون الوسطى، وكان طبيب العيون أو «الکحّال» عضوًا شرفيًا في مهنة الطب من قبل الدولة العباسية، حيث يحتل مكانة مرموقة بين الأسر المالكة، واعتبر العلماء المسلمون في القرون الوسطى أنه من المهم الجمع بين العلوم النظرية والممارسة، بما في ذلك صناعة الأدوات دقيقة، وهذا يتجلى في طب العيون حيث الجمع بين دراسة العين مع التطبيق العملي لتلك المعرفة،  ووصل عدد الأدوات المتخصصّة المستخدمة في عمليات العين إلى العشرات في ذلك الحين، وكانت من تلك الأدوات «إبرة الحقنة» التي اخترعها عمار بن علي من مدينة الموصل، والتي تم استخدامها كأداة لاستخراج وشفط العدسة المعتمة (السّاد) من العين المصابة، حيث كانت عمليّة شائعة.

## تعليم طب وجراحة العيون في التاريخ الإسلامي
من أجل أن يصبح الرجل طبيبًا ممارسًا في هذا التخصص، لم يكن هناك طريقة واحدة ثابتة أو مسار معين للتدريب، ولم يكن هنالك حتى تخصص رسمي في مختلف فروع الطب، لكن بعض الأطباء كان أقرب للتخصص في بعض المجالات من خلال الحصول على الكفاءة في علاج بعض الأمراض أو في استخدام بعض الأدوية.
ومع ذلك كان من الضروري للطبيب معرفة وفهم أعمال وتراث أسلافه، مثل «تحوير العين» من عمل يوحنا بن ماسويه، الذي يمكن اعتباره أقدم عمل تم تخصيصه في طب وجراحة العيون، يليه حنين بن إسحاق المعروف في الغرب لعمله بعنوان «أطروحات العين العشر».